# Penna San Giovanni
Penna San Giovanni ist eine italienische Gemeinde (comune) mit 928 Einwohnern (Stand 31. Dezember 2023) in der Provinz Macerata in den Marken. Die Gemeinde liegt etwa 26,5 Kilometer südsüdwestlich von Macerata auf einem Höhenrücken zwischen den Torrenti Salino und Tennacola, linken Nebenflüssen des Tenna. Sie gehört zur Comunità montana Monti Azzurri und grenzt unmittelbar an die Provinz Fermo. Der Tenna bildet die östliche Grenze von Gemeinde und Provinz.

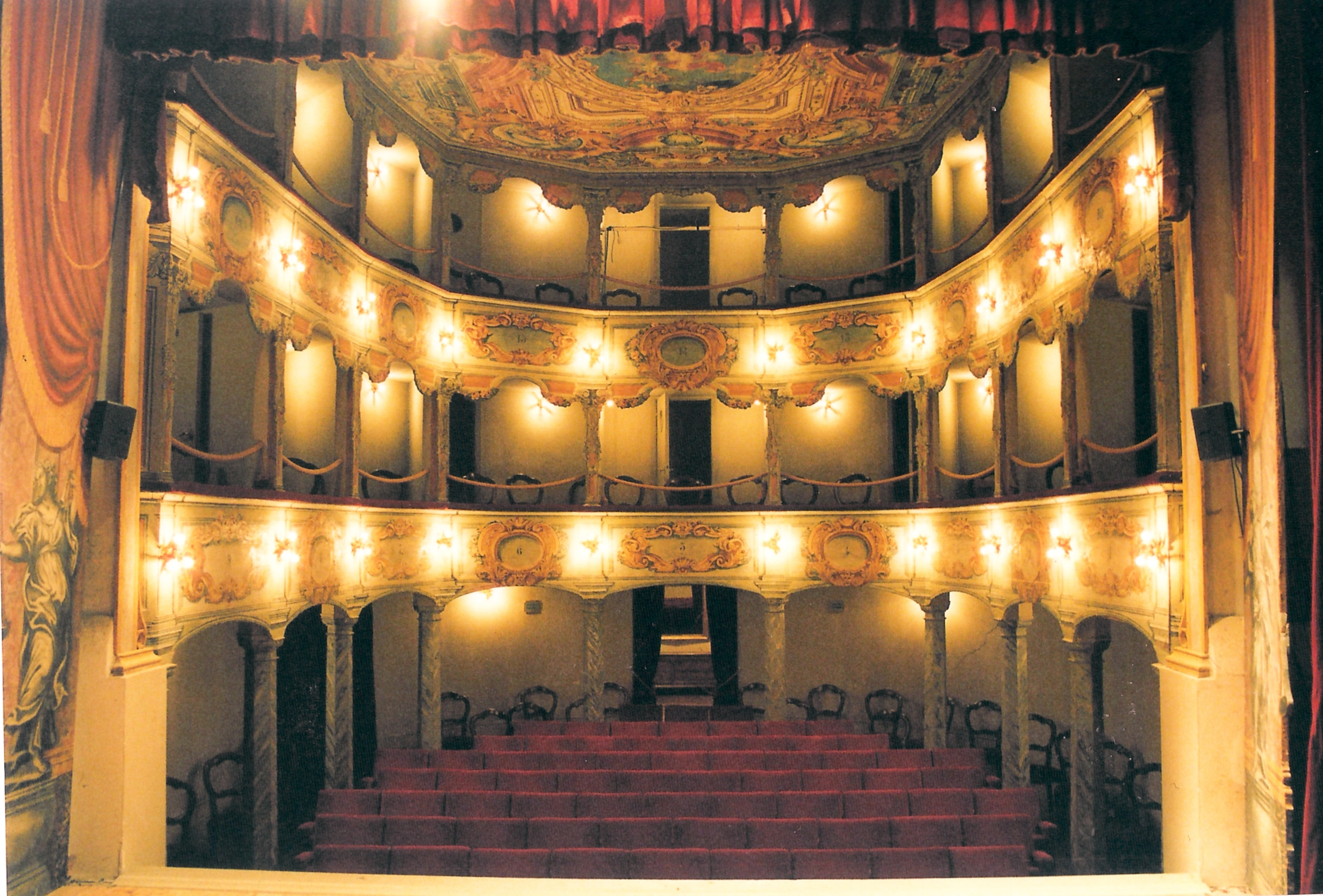
Blick in das Theater

Der Thermal- und Luftkurort besitzt ein um 1780 gegründetes kommunales Theater, das nach Jahren des Verfalls um 1985 restauriert wurde. Der Ort ist wahrscheinlich die Heimat von Giovanni della Penna (um 1200 – um 1270), eines der frühen Anhänger des Franz von Assisi. Archäologische Funde weisen auf eine römische Siedlung hin.